# Hamburg-Hoheluft-West
Hoheluft-West ist ein Stadtteil der Freien und Hansestadt Hamburg, der durch seine weitgehend erhaltene Gründerzeit-Architektur geprägt ist. Mit rund 19500 Einwohnern pro Quadratkilometer gehört der Stadtteil zusammen mit dem benachbarten Hoheluft-Ost zu den am dichtesten besiedelten Stadtteilen Deutschlands.

## Geografie
Hoheluft-West ist Teil des Bezirks Eimsbüttel. Der Stadtteil hat die Form eines sich nach Norden verbreiternden Trapezes, wobei die nördliche Seite im Gegensatz zu den drei anderen Seiten des Trapezes nicht gerade verläuft. Die Seiten des Trapezes sind zwischen 900 und 1000 Metern lang, nur die südliche Seite ist mit 450 Metern kürzer. Südlich wird der Stadtteil durch den Isebekkanal begrenzt, auf dessen anderer Seite Harvestehude beginnt. Östlich bildet die Hoheluftchaussee die Grenze des Stadtteils zu Hoheluft-Ost. Nördlich grenzt Hoheluft-West an Lokstedt, die Grenze folgt der Troplowitzstraße und dann südlich versetzt entlang des Wiesingerwegs und dem Grünstreifen zwischen Quickbornstraße und Beiersdorf-Betriebsgelände. Westlich sind Unnastraße und Scheideweg die Grenze zum Stadtteil Eimsbüttel.
Innerhalb dieser recht engen Grenzen ist die Gärtnerstraße (B5 bzw. Ring 2) die Hauptverkehrsachse, daneben ist der Eppendorfer Weg eine wichtige Geschäfts- und Durchgangsstraße.

## Geschichte
→ Zur Entwicklung des Stadtteils vor 1951, siehe: Geschichte von Hoheluft
Nach einer langen Phase von stagnierenden Schülerzahlen stiegen die Anmeldezahlen für Schüler in den Innenstadtbezirken seit 2000 wieder, was die Wahl der „Wunschschule“ nach Wohnortnähe erschwerte. 2012 wurde das Gymnasium Hoheluft an der Christian-Förster-Straße in teils historischen und teils neugebauten Gebäuden neugegründet. Die Gebäude der Grundschule Hoheluft in der Wrangelstraße wurde 2013–2017 abgerissen und durch einen größeren Neubau ersetzt, der dreizügige Klassen erlaubt.

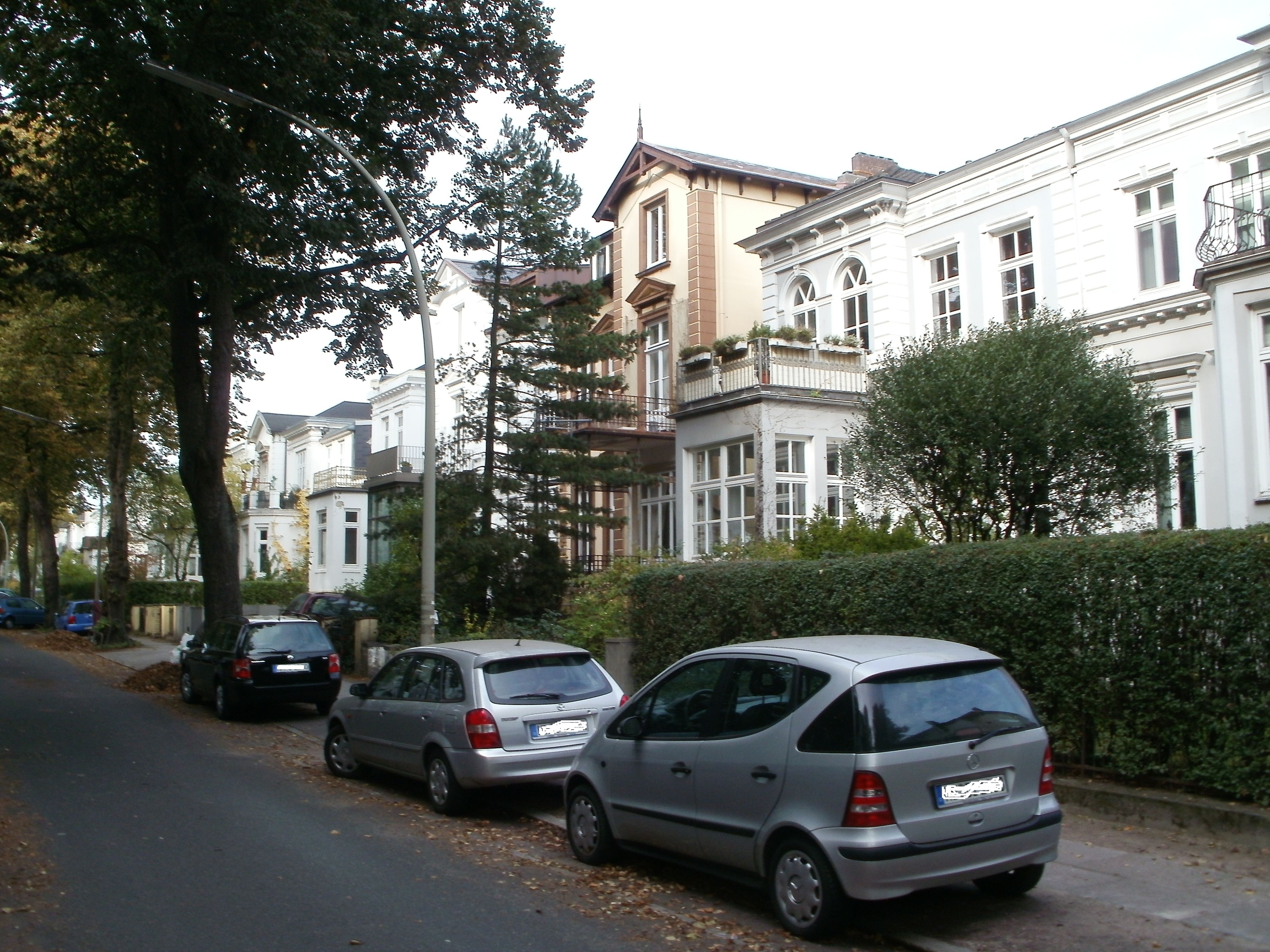
Hamburg-Hoheluft (West) Wrangelstraße
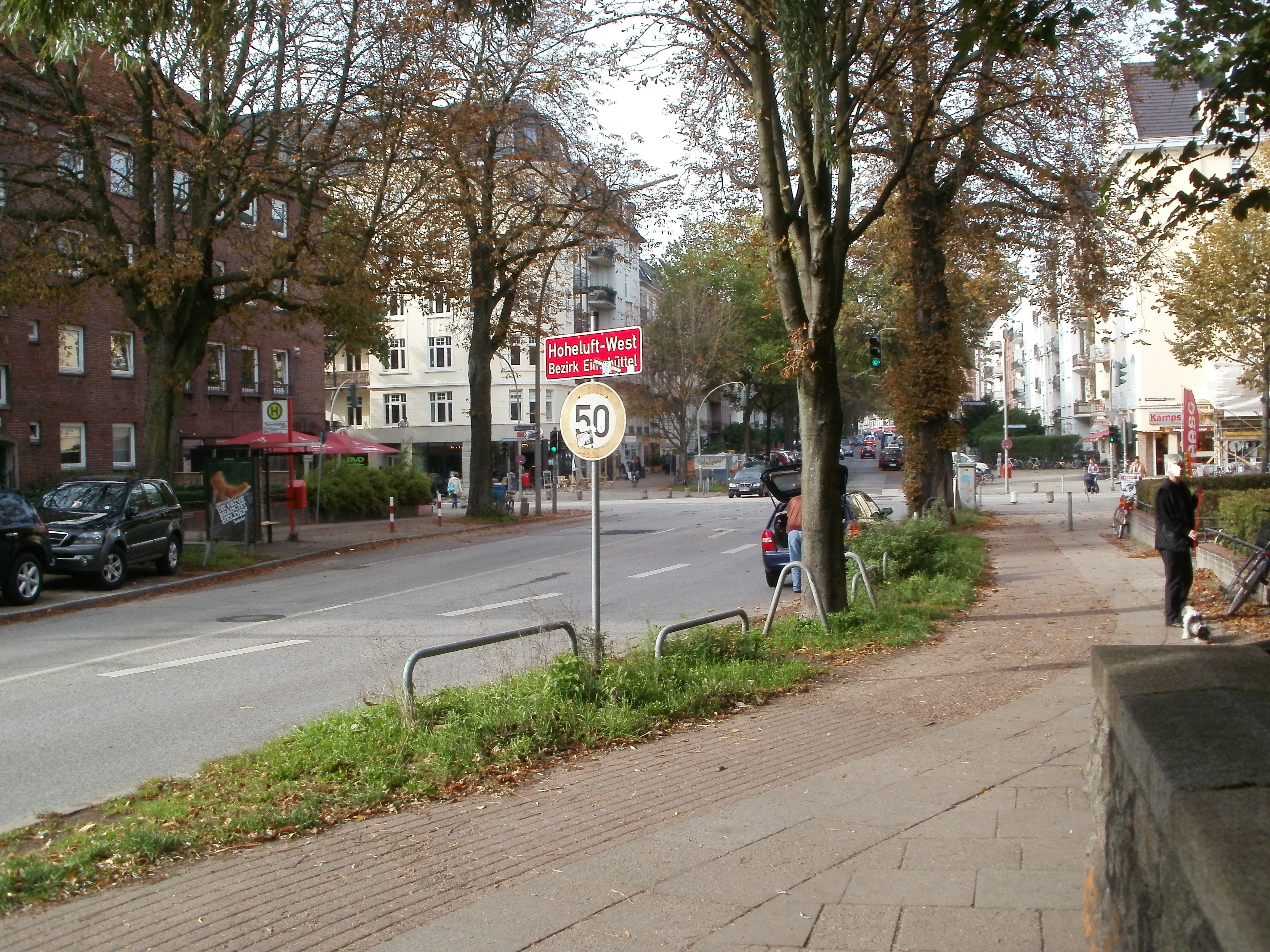
Hamburg-Hoheluft (West) Mansteinstraße
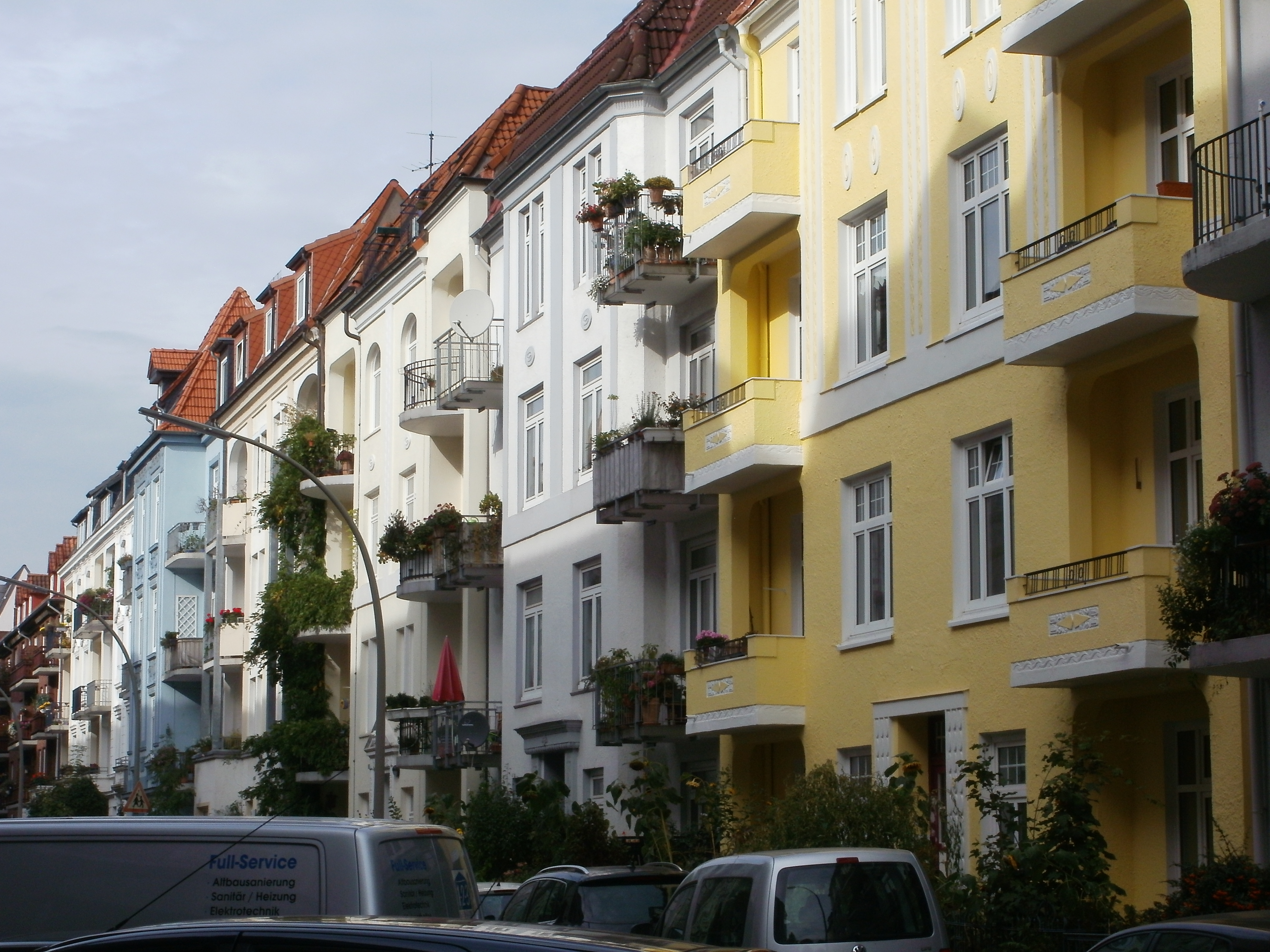
Hamburg-Hoheluft (West) Kottwitzstraße
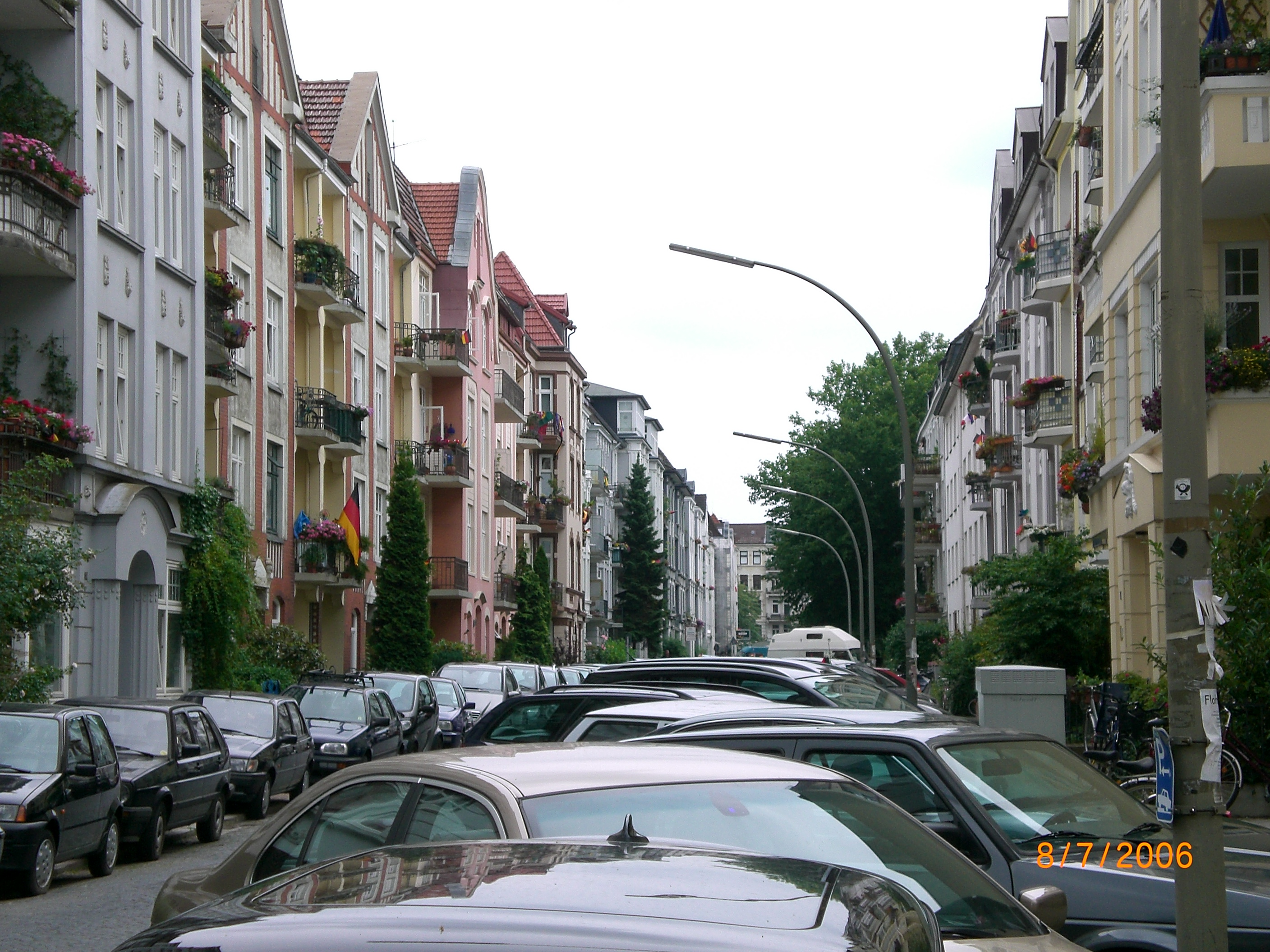
Gneisenaustraße im Generalsviertel

## Statistik
(Quelle: )
- Anteil der unter 18-Jährigen: 12,3 % [Hamburger Durchschnitt: 16,8 % (2023)]
- Anteil der über 64-Jährigen: 13,9 % [Hamburger Durchschnitt: 17,8 % (2023)]
- Ausländeranteil: 13,2 % [Hamburger Durchschnitt: 20,7 % (2023)]
- Arbeitslosenquote: 4,3 % [Hamburger Durchschnitt: 6,2 % (2023)]

Das durchschnittliche Einkommen je Steuerpflichtigen beträgt in Hoheluft-West 55.042 Euro jährlich (2020), der Hamburger Gesamtdurchschnitt liegt bei 48.035 Euro.

## Politik und Wahlergebnisse
Für die Wahl zur Hamburgischen Bürgerschaft gehört Hoheluft-West zum Wahlkreis Rotherbaum – Harvestehude – Eimsbüttel-Ost.
| Bürgerschafts- wahl | Hoheluft-West | Hoheluft-West | Hoheluft-West | Hoheluft-West | Hoheluft-West | Hoheluft-West | Hoheluft-West | Hoheluft-West |
| Bürgerschafts- wahl | Grüne1        | SPD           | Linke2        | CDU           | FDP           | AfD           | Übrige        |               |
| ------------------- | ------------- | ------------- | ------------- | ------------- | ------------- | ------------- | ------------- | ------------- |
| 2025                | 32,5 %        | 29,0 %        | 13,5 %        | 12,5 %        | 02,6 %        | 02,6 %        | 07,4 %        |               |
| 2020                | 40,0 %        | 31,2 %        | 12,2 %        | 05,2 %        | 03,5 %        | 02,0 %        | 05,9 %        |               |
| 2015                | 24,2 %        | 42,2 %        | 11,0 %        | 08,7 %        | 06,2 %        | 02,9 %        | 04,8 %        |               |
| 2011                | 19,9 %        | 48,2 %        | 07,4 %        | 13,1 %        | 05,5 %        | –             | 05,9 %        |               |
| 2008                | 17,2 %        | 38,6 %        | 06,9 %        | 30,6 %        | 04,6 %        | –             | 02,0 %        |               |
| 2004                | 24,1 %        | 33,3 %        | –             | 34,8 %        | 02,7 %        | –             | 05,1 %        |               |
| 2001                | 19,1 %        | 41,7 %        | 00,6 %        | 17,5 %        | 06,0 %        | –             | 15,1 %3       |               |
| 1997                | 25,8 %        | 36,4 %        | 01,2 %        | 23,0 %        | 03,2 %        | –             | 10,4 %        |               |
| 1993                | 24,8 %        | 39,5 %        | –             | 17,7 %        | 03,9 %        | –             | 14,1 %4       |               |
| 1991                | 14,4 %        | 51,2 %        | 00,9 %        | 25,9 %        | 04,5 %        | –             | 03,1 %        |               |
| 1987                | 19,9 %        | 40,8 %        | –             | 33,5 %        | 04,7 %        | –             | 01,1 %        |               |
| 1986                | 13,9 %        | 48,9 %        | –             | 30,4 %        | 05,7 %        | –             | 01,1 %        |               |
| Dezember 1982       | 13,4 %        | 52,2 %        | –             | 31,5 %        | 02,0 %        | –             | 00,9 %        |               |
| Juni 1982           | 14,4 %        | 43,1 %        | –             | 35,4 %        | 04,9 %        | –             | 02,2 %        |               |
| 1978                | 07,2 %        | 50,9 %        | –             | 32,9 %        | 05,5 %        | –             | 03,5 %        |               |
| 1974                | –             | 47,3 %        | –             | 37,9 %        | 10,4 %        | –             | 04,4 %        |               |
| 1970                | –             | 57,3 %        | –             | 31,3 %        | 06,3 %        | –             | 05,1 %        |               |
| 1966                | –             | 57,9 %        | –             | 30,1 %        | 06,9 %        | –             | 05,1 %        |               |

1) 1978 als Bunte Liste – Wehrt Euch, 1982 bis 2011 als Grüne/GAL

2) 1991 und 1997 als PDS/Linke Liste, 2001 als PDS

3) Darunter 10,7 % für die Schill-Partei

4) Darunter 5,7 % für die Statt Partei
Bei Bezirksversammlungswahlen gehört der Stadtteil zum Wahlkreis Eimsbüttel-Süd / Hoheluft-West. Bei Bundestagswahlen zählt Eimsbüttel zum Bundestagswahlkreis Hamburg-Eimsbüttel.

## Verkehr
An der Kreuzung der Hoheluftchaussee mit dem Straßenzug Gärtnerstraße – Breitenfelder Straße (Teil des Ring 2) zweigt die Bundesstraße 447 von der Bundesstraße 5 ab. Beide großen Straßenzüge haben je Richtung zwei Fahrstreifen.
Schon am 5. Mai 1870 wurde bis zum ehemaligen Grenzhaus (bei der Martinistraße) eine Pferdebahn durch die Hoheluftchaussee gelegt und 1894 elektrifiziert. 1900 erhielt diese Linie die Nummer 2, und als 2 oder von 1925 bis 1953 auch als 22 und später auch mit der Verstärker-Linie 4 verkehrte die Straßenbahn dort bis 1978.
Anlagen für den Schienenverkehr gibt es in Hoheluft-West seit Einstellung der letzten Straßenbahnlinie 2 im Jahr 1978 nicht mehr. Der seit 1912 bestehende U-Bahnhof Hoheluftbrücke der U-Bahn-Linie U3 (Ringlinie) liegt jenseits des Isebekkanals in Harvestehude. Die ehemalige Straßenbahntrasse in der Mitte der Hoheluftchaussee wird heute als Busspur genutzt; die dort verkehrende Metrobus-Linie 5 ist mit tägl. ca. 60.000 Fahrgästen (Stand: 2007) eine der meistfrequentierten Buslinien Deutschlands.